# 长萼景天
长萼景天（学名：Sedum woronowii）为景天科景天属的植物，为中国的特有植物。分布在中国大陆的云南等地，生长于海拔2,000米至2,100米的地区，目前尚未由人工引种栽培。